# Onze-Lieve-Vrouw Opdrachtkerk
De Onze-Lieve-Vrouw Opdrachtkerk is de parochiekerk van het Oost-Vlaamse dorp Okegem, deelgemeente van Ninove.
De ingebouwde zandstenen westtoren behoorde tot een 13e-eeuws vroeggotisch kerkgebouw dat echter in 1842 werd vervangen door een neoclassicistische kerk die gebouwd werd in baksteen. Schip en koor zijn voorzien van rondboogvensters. In de buitenmuur bevindt zich een nis met een beeld van Sint-Antonius met varken.
In 1905-1906 werd het schip met een travee verlengd en werden een nieuw koor en twee sacristieën bijgebouwd.
De kerk bezit een schilderij, toegeschreven aan Gaspar de Crayer, voorstellende: Onze-Lieve-Vrouw schenkt de rozenkrans aan Sint-Dominicus.
Het orgel, van 1847 en sinds 1974 beschermd, werd gebouwd door Pieter-Hubertus Anneessens.
Het oudste beeld in de kerk, Mariabeeld onder zilveren troonhemel, dat sinds 1998 permanent staat uitgestald, werd in 1999 gevandaliseerd. Het kindje Jezus, op Maria’s arm, werd afgerukt en gestolen.